# リュキア
リュキア（Lycia, リュキア語では Trm̃misa, ギリシア語では Λυκία）は古代の地名で、現トルコ南沿岸のアンタルヤ県とムーラ県の地域にあたる。古代にはこの地域には多くの都市国家があり、強く連携していた。また、ローマ帝国の時代にはリュキア属州と名づけられた属州であった。

## 住民
リュキア地域には、先史時代からリュキア人が住んでいた。リュキア人の祖先は、インド・ヨーロッパ語族のアナトリア語派に属した。リュキア語に近かったのは、紀元前2000年から紀元前1000年過ぎまでアナトリア地方に暮らしていた民族の使うルウィ語（en:Luwian_language）で、この民族が直接の祖先である可能性もある。古くからこの地域を支配していたのはギリシア民族で、植民地を築いていた。後にこの地域はトルコ民族に支配されるようになるが、ギリシア民族も生活を続けた。20世紀初頭の希土戦争でトルコ領となった。

## 地理

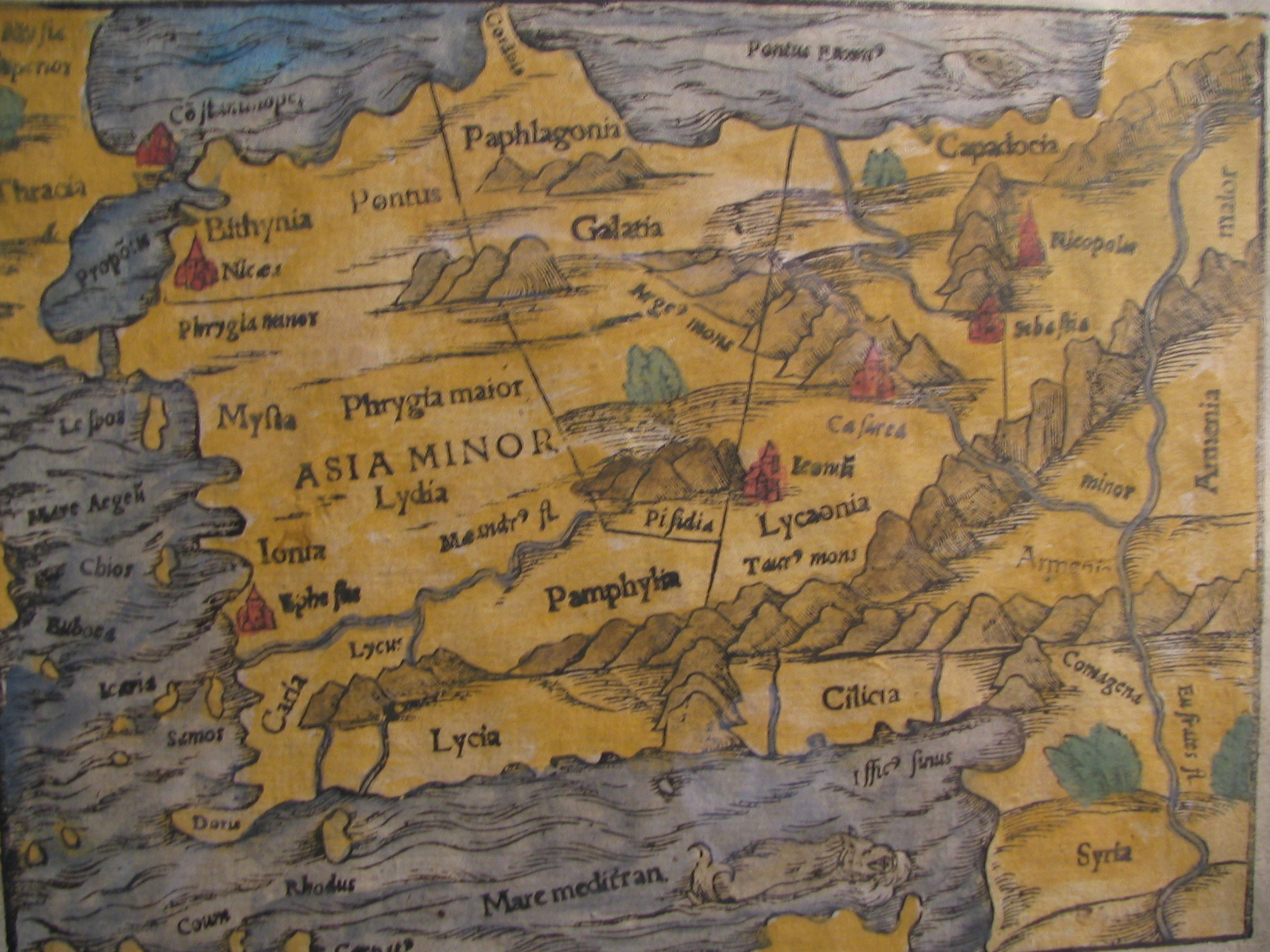
リュキアの位置を示す15世紀の地図

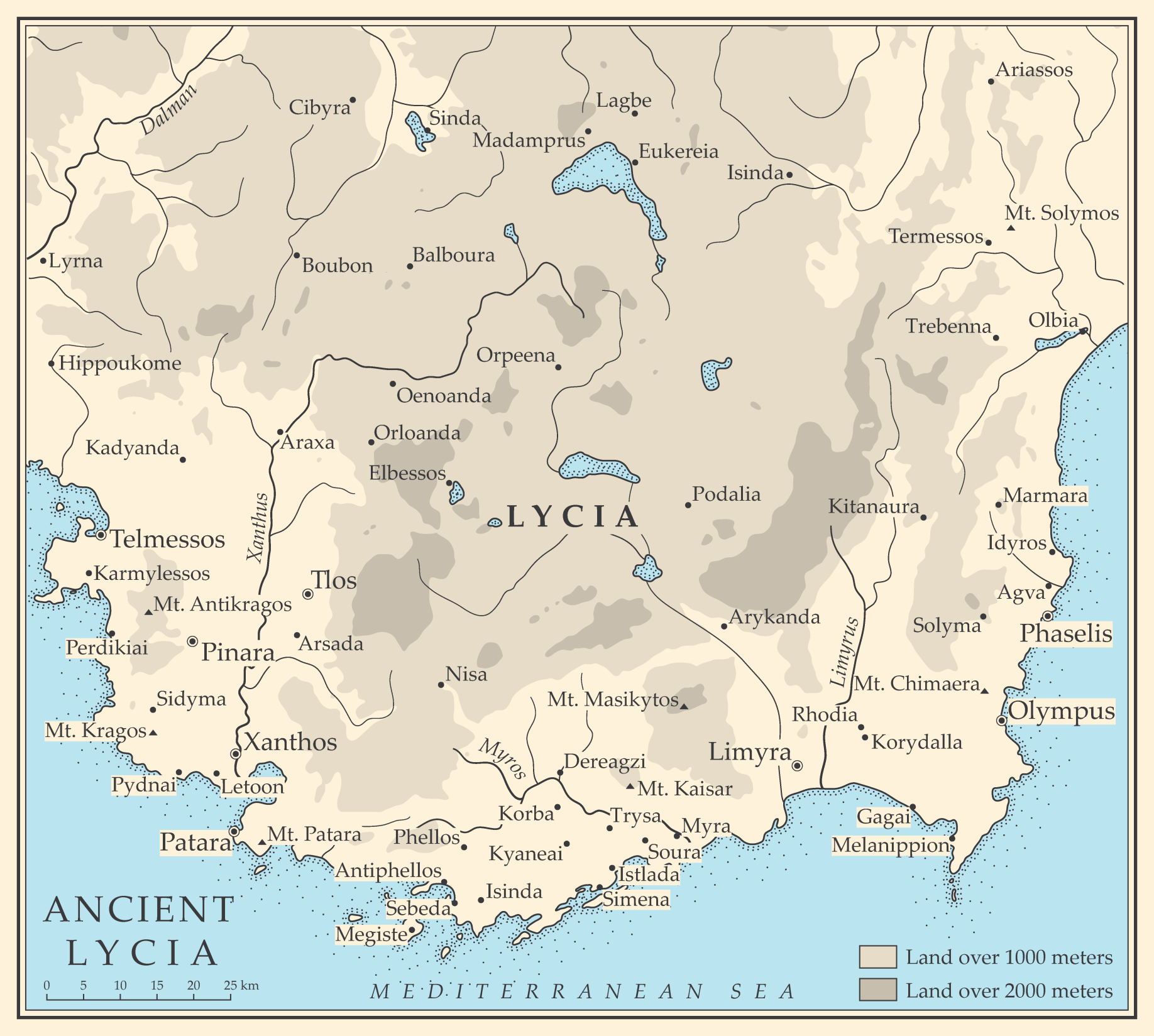
リュキアの地図

リュキアは山が多く、南西の国境地帯は深い森林に覆われている。西から北西にかけてはカリア地方に接し、東はパンピュリア、北東はピシディアに接していた。主要都市はクサントス、パタラ（en:Patara）、ピナラ（en:Pinara）、オリンポス（en:Olympos）、ミラ（en:Myra）、トロス（en:Tlos）、ファセリス（en:Phaselis）。

## 歴史
古代エジプトの記録には、紀元前1250年頃、ヒッタイト帝国と同盟を結ぶアスワ同盟の一員にルッカ（Lukka、または Luqqa）という民族がおり、これがリュキア人だと思われる。ヒッタイト帝国が滅んだ後は、シロ・ヒッタイト国家群（シリア・ヒッタイト、新ヒッタイト/Neo-Hittite）と呼ばれる独立した都市国家群になった。
ヘロドトスによると、リュキアという地名は、アテナイの王パンディオンの息子であるリュコスに由来する。古代にはこの地域が統一されることはなく、独立した都市国家が強く結びついた状態として続いていた。
ホメロスの著作の中では、リュキア人はトロイアの同盟として何度も登場する。ホメロスの作品イリアスでは、リュキア人の分遣隊は2人の名将、サルペドン（ゼウスとラオダメイアの子）とグラウコス（ヒッポロコスの子）に率いられた。また他のギリシア神話では、リュキア王国を支配していたのは別のグラウコスで、ミノス王の兄弟であってクレタ島から流浪してきたという。サルペドンに従う者はテルミア（Termilae）と呼ばれ、ミルヤン人（Milyans）と呼ばれる人々を征服して王朝を築いた。ミレトスの町（植民地）の建設も合わせて考えると、この神話はクレタ島の人々が小アジアに入植したことを示唆していると思われる。この他にも、英雄ベレロポンが冒険の末にリュキア王イオバテスの王位を継ぐ神話など、ギリシア神話では随所にリュキアが登場する。
リュキアは、紀元前546年にアケメネス朝ペルシア帝国の支配下に入った。このときは、メディア王国のハルパゴスが、アケメネス朝を興した大キュロスの将軍になって、小アジアを征服した。その後はハルパゴスの後継者がリュキアを統治したが、紀元前468年にアテナイが支配権を奪った。紀元前387年に、ペルシア帝国はリュキアの支配権を奪い返した。その後、マケドニア王国のアレクサンドロス3世（大王）に征服され、やがてセレウコス朝に支配権が移った。

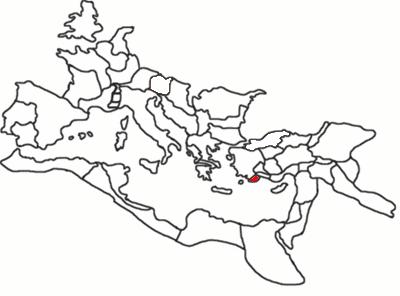
リュキア属州の位置（120年頃のローマ帝国）

紀元前189年、リュキアは共和政ローマの支配下に入った。 紀元前188年のアパメア条約（共和政ローマとセレウコス朝の間の和平条約）によってロドス人の支配下に置かれたが、ローマとアンティゴノス朝マケドニアが争った第3次マケドニア戦争の結果、紀元前168年に独立を認められた。
リュキア地方の都市国家（分かっている範囲で23都市）は、紀元前168年にリュキア連邦を結成して、周囲の大きな国家に対する力をまとめた。リュキア連邦は民主主義にのっとった同盟であった。秋になると、毎年都市を変えながら議会が開かれ、そこには都市の規模に合わせて1人から3人の代表が参加し、リュキアーク（Lyciarch）を選出した。連盟に参加した主要都市にはクサントス、パタラ、ピナラ、オリンポス、ミラ、トロスなどがあり、パタラが首都とされた。後にはファセリスも加わった。
西暦4年、初代ローマ皇帝アウグストゥスの時代、後継者の予定だったガイウス・カエサルがこの地方で亡くなった。43年、ローマ皇帝クラウディウスは、リュキアとパンピュリアとを合併してローマ帝国の属州とし、リュキア属州とした。リュキア連邦は、リュキアがローマ属州となった以降にも機能し続けた。
その後、4世紀にリュキアはビザンチン帝国の一部となり、さらにオスマン帝国に支配権が移って、トルコに組み入れられるようになった。ビザンチン帝国の支配下に入ると、リュキア連邦は機能しなくなった。
2世紀の文章に、「リュキアの都市の歴史の魅力は、遺跡には残っていない。リュキアは過去の輝きを全て手放してしまった。」という記述がある。とはいえ、リュキアの多くの遺物は今日まで残っており、とりわけ断崖に岩を削って作った墓所にその魅力の片鱗を垣間見ることが出来る。また、ロンドンの大英博物館にはリュキアの文化遺物がコレクションされている。
また、リュキアは、女神レートーを祭るうえで重要な土地であり、後には、レートーの2人の子供であるアポローンとアルテミスを祭る土地にもなった。

## リュキアに関する資料

### 1次資料
- “Poem on the Battle of Kadesh” 305-313, Ramesses II
- “Great Karnak Inscription” 572-592, Merneptah Breasted, J. H. 1906 Ancient Records of Egypt. Vol. III. Chicago: University of Chicago Press.
- “Plague Prayers of Mursilis” A1-11, b, Mursilis Pritchard, J. B. 1969 Ancient Near Eastern Texts. Princeton: Princeton University Press.

### 2次資料
- R.D. Barnett (1975). “The Sea Peoples”. In J. B. Bury, S. A. Cook, F. E. Adcock. The Cambridge Ancient History. II, part 2. Cambridge: Cambridge University Press. pp. 362-366
  - さまざまな海の民の集団がエジプトとアナトリアに接触した様子が記載されている。また、ラムセス3世治世のペリシテ人についての記載もある。
- T. Bryce (1993). “Lukka Revisited”. Journal of Near Eastern Studies 51:  121-130.
  - ルッカ人の暮らした地域と、ミレトスなど周辺地域とのかかわりについての記載がある。
- T. Bryce and J. Zahle (1986). The Lycians. 1. Copenhagen: Museum Tusculanum Press
  - リュキア人の記述、地域、歴史、言語、文化、宗教を包括的に記載する。
- R. Drews (1995). The End of the Bronze Age: Changes in Warfare and the Catastrophe CA. 1200 B.C.. Princeton: Princeton University Press
  - エジプトに残る海の民に関する形跡。